# Ferdinand Käs
Ferdinand Käs (Bruselas, 7 de marzo de 1914 - Viena, 19 de agosto de 1988) fue un soldado, miembro de la resistencia contra el nacionalsocialismo al final de la Segunda Guerra Mundial, y funcionario austriaco después de la contienda.

## Vida

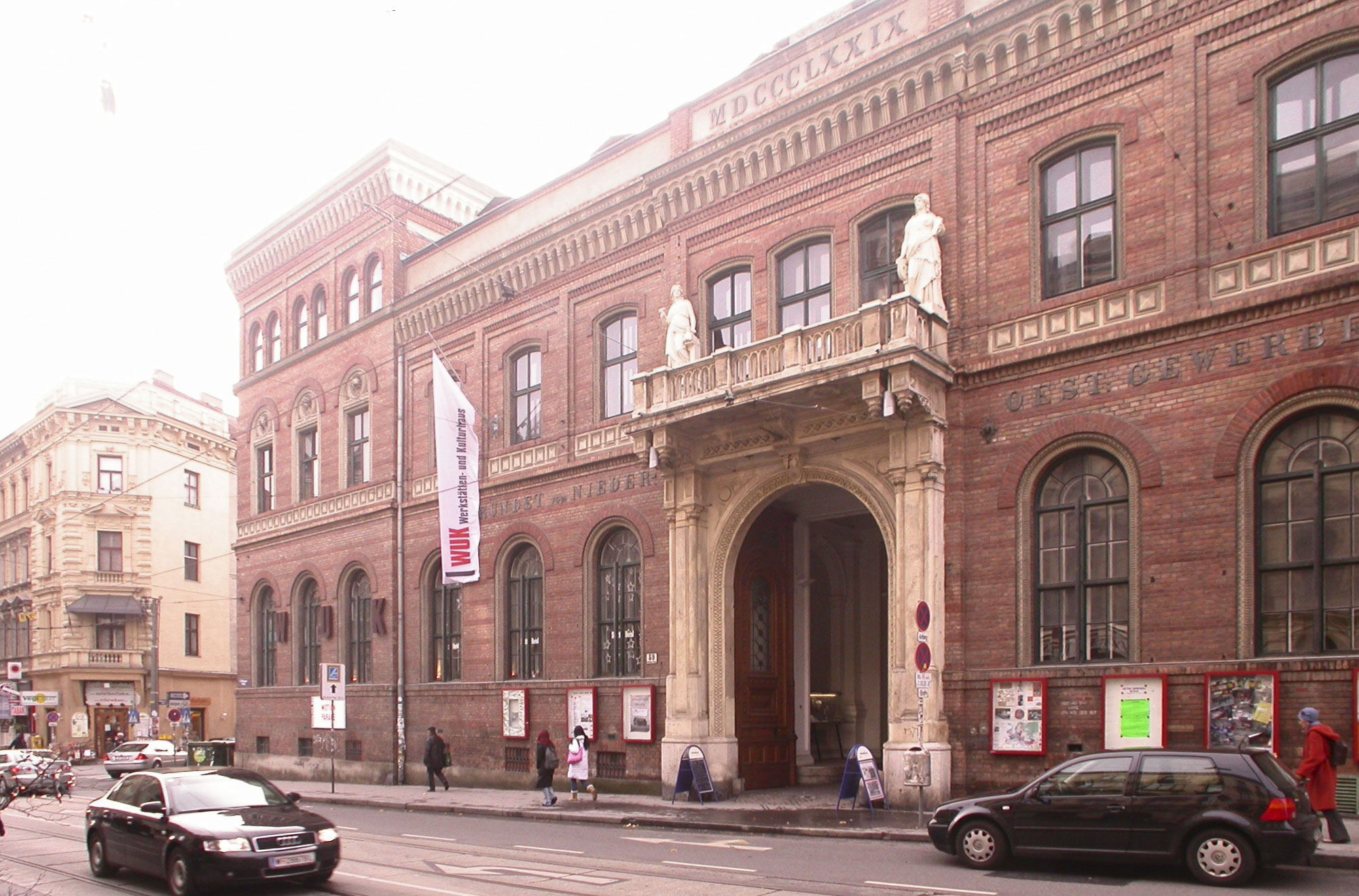
Antigua sede del Technischen Gewerbemuseum en Währinger Straße 59, Viena

Käs interrumpió sus estudios en el Technischen Gewerbemuseum vienés —un instituto técnico orientado a la ingeniería industrial— en 1933 y se convirtió en soldado profesional del Regimiento de Infantería número 4. En 1938 se casó con Elsa Drozda. En febrero de 1941 fue alistado en el servicio militar, donde llegaría a alcanzar el rango de sargento mayor (Oberfeldwebel). Como integrante de un grupo de resistencia contra el nazismo encuadrado en el distrito militar XVII bajo el mando de Carl Szokoll, tomó parte en la Operación Radetzky que tenía por finalidad la entrega sin lucha de la ciudad de Viena al final de la Segunda Guerra Mundial. Se trataba de impedir la destrucción de la ciudad prevista en la Orden Nerón de Adolf Hitler. A comienzos de abril de 1945, junto con el cabo (Obergefreiter) Johann Reif, se puso en contacto con el alto mando del Tercer Frente Ucraniano del mariscal Fiódor Tolbujin que se aproximaba a la ciudad.
En 1946 ingresó en la Bundesgendarmerie, la policía federal austriaca. En 1958 obtuvo su diploma de bachillerato (Maturazeugnis) en la Escuela de la Abadía de Melk. En la Universidad de Viena estudió Historia hasta 1962 y se doctoró. Más tarde ascendió a Oberstleutnant (teniente coronel) y fue director de la Academia de Policía. Después y hasta su jubilación fue funcionario de alto nivel en el Ministerio del Interior austriaco —Sektionschef, equivalente a subsecretario en la organización administrativa española—.

## Honores
Ferdinand Käs está enterrado en una de las tumbas honorarias de la ciudad de Viena (Gewidmete Gräber der Stadt Wien) en el cementerio-crematorio de Feuerhalle Simmering. También posee una calle en su honor en Floridsdorf, en el 21.º distrito de Viena.